# Maria Brughmans
Maria Brughmans (Wuustwezel, 12 februari 1942 - Rijkevorsel, 14 juni 2008) was een Belgische politica voor CVP / CD&V.

## Biografie
Brughmans was 25 jaar lerares, eerst in het Sint-Ludwina Instituut in Zoersel en later in het Mariagaarde Instituut in Westmalle.
Brughmans werd een eerste maal verkozen als gemeenteraadslid in Rijkevorsel bij de gemeenteraadsverkiezingen van 1976, om er begin 1977 schepen te worden. Na de gemeenteraadsverkiezingen van 1982 was ze eerst gewoon gemeenteraadslid om eind 1983 opnieuw schepen te worden. Ze bleef schepen tot ze na de gemeenteraadsverkiezingen van 1994 in de oppositie belandde.
Na de gemeenteraadsverkiezingen van 2000 werd ze de eerste vrouwelijke burgemeester van haar gemeente, toen de CD&V een coalitie vormde met de partijen sp.a en Vorsel. Na de verkiezingen van 2006 belandde de CD&V in de oppositie.
Ze overleed in 2008 na een slepende ziekte.